# Kornhaus (Schwäbisch Gmünd)

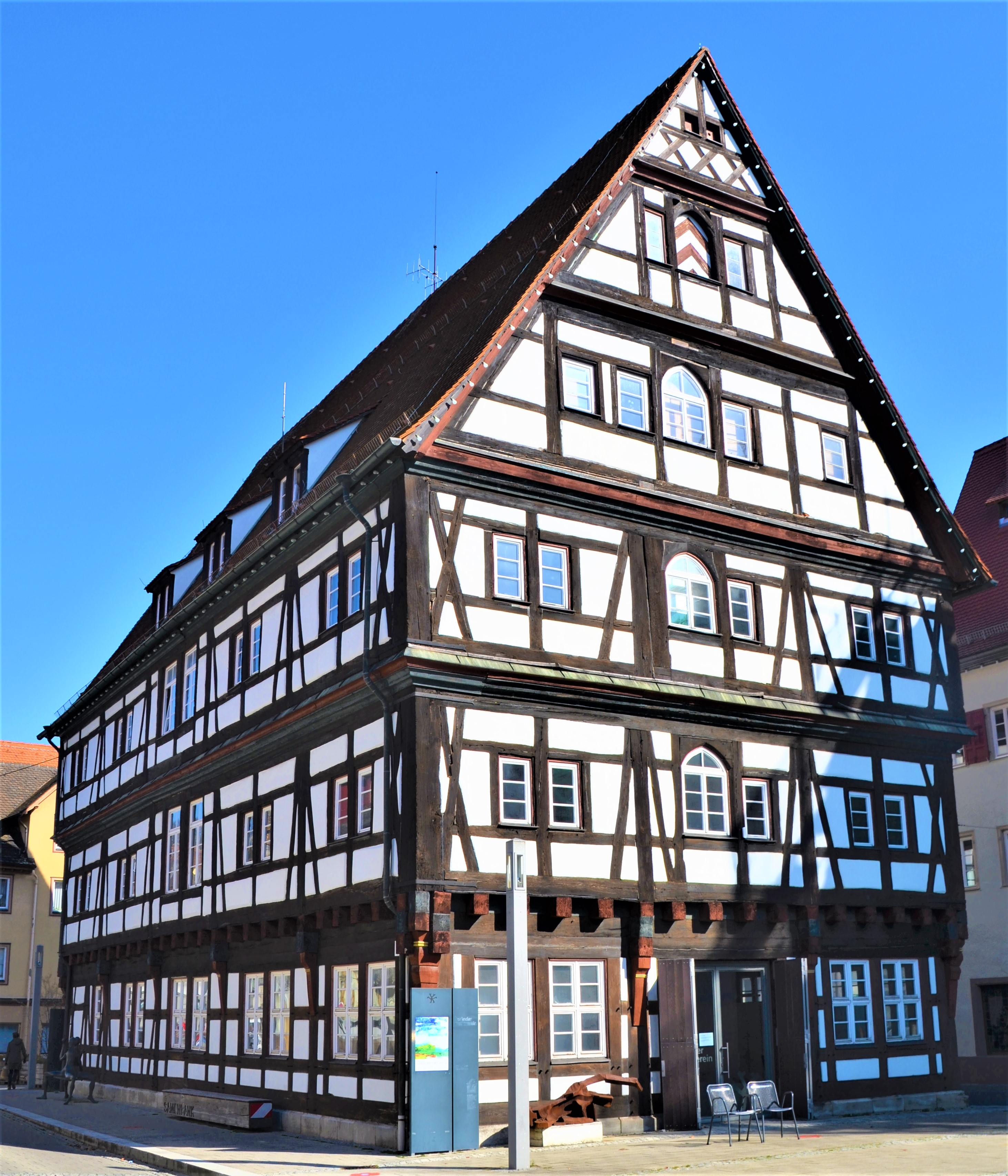
Kornhaus von Südwesten

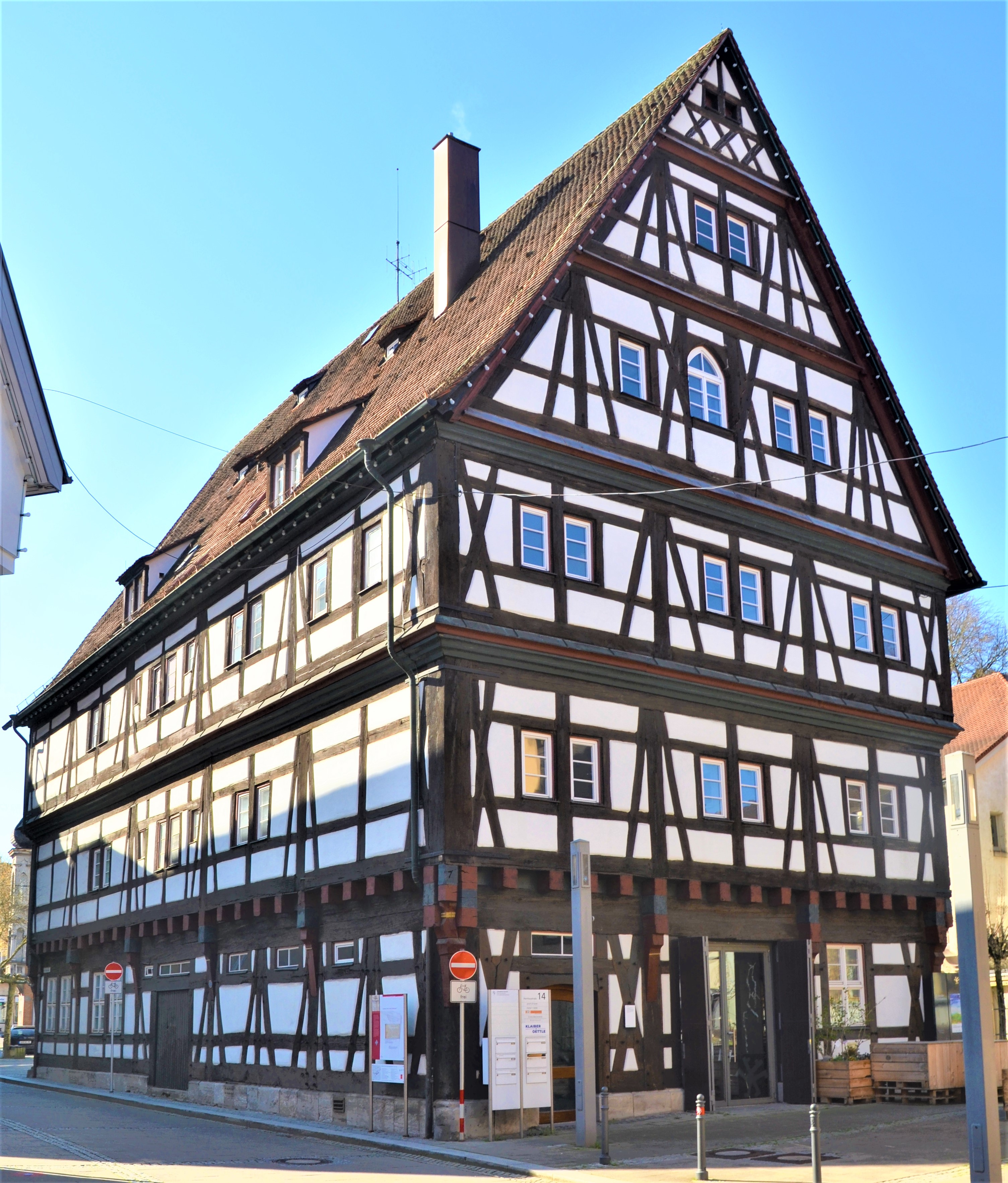
Kornhaus von Nordosten aus der imhofstraße aufgenommen

Das Kornhaus ist neben der Grät und dem Amtshaus des Spitals eines der verbliebenen, großen Fachwerkhäuser in der Kornhausstraße in der Altstadt von Schwäbisch Gmünd.

## Geschichte
Das Fachwerkhaus wird auf das Jahr 1507 datiert und wurde in einem Bauvorgang errichtet. Eine Erwähnung des Kornhauses im Jahr 1500 könnte auf einen Vorgängerbau hinweisen. Der Funktionsbau Kornhaus diente als Korn- und Nahrungsspeicher und sollte die gesetzlich geregelten Vorräte der Reichsstadt, sowohl für Friedens- als auch Kriegszeiten sichern. 1869 wurde die Stadtwaage im Kornhaus eingerichtet, 1871 folgte das Eichamt der Stadt. Nach dem 1919 Wohnungen im Kornhaus eingerichtet wurden, folgte 1925 eine zurückhaltende Restaurierung des Baus. 
In den Jahren 1973, und 1974 fand dagegen eine weitreichende Restaurierung statt, bei der das Fachwerkhaus zu einem Bürogebäude der Stadtverwaltung umgebaut wurde. Heute befinden sich neben der Stadtverwaltung, private Büros sowie der örtliche Gmünder Kunstverein im Kornhaus.